# Enrique Alcatena
Enrique Alcatena, detto Quique (Buenos Aires, 1957), è un fumettista argentino.

## Biografia
Disegnatore argentino, collabora negli anni con alcune testate europee, come l'italiana Eura Editoriale per cui creerà, su testi di Ricardo Barreiro, il personaggio di Il mago, nel 1985, con Robin Wood la serie Merlino, e statunitensi, come la DC comics e la Marvel.